# Férel
Férel é uma comuna francesa na região administrativa da Bretanha, no departamento Morbihan. Estende-se por uma área de 28,96 km². Em 2010 a comuna tinha 3 331 habitantes (densidade: 115 hab./km²).